# Peucedanum haradjianii
Peucedanum haradjianii är en flockblommig växtart som beskrevs av Karl Heinz Rechinger. Peucedanum haradjianii ingår i släktet siljor, och familjen flockblommiga växter. Inga underarter finns listade i Catalogue of Life.